# Corriente eléctrica

La corriente eléctrica está definida por convenio en sentido contrario al desplazamiento de los electrones.

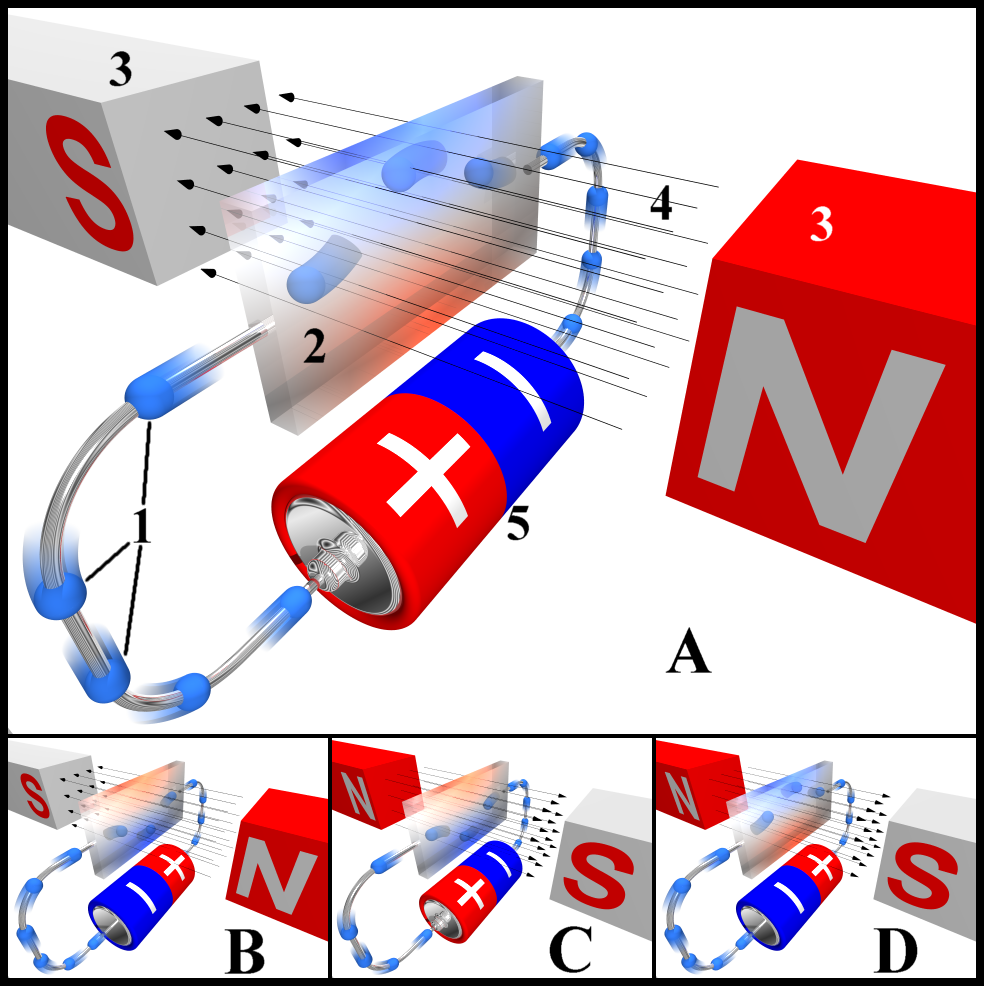
Diagrama del efecto Hall, mostrando el flujo de electrones. (en vez de la corriente convencional).
Leyenda:
1. Electrones
2. Sensor o sonda Hall
3. Imanes
4. Campo magnético
5. Fuente de energía
Descripción
En la imagen A, una carga negativa aparece en el borde superior del sensor Hall (simbolizada con el color azul), y una positiva en el borde inferior (color rojo). En B y C, el campo eléctrico o el magnético están invertidos, causando que la polaridad se invierta. Invertir tanto la corriente como el campo magnético (imagen D) causa que la sonda asuma de nuevo una carga negativa en la esquina superior.

La corriente eléctrica es el flujo de carga eléctrica que recorre un material. También se puede definir como un flujo de  partículas cargadas, como electrones o iones, que se mueven a través de un conductor eléctrico o un espacio. Se mide como la tasa neta de flujo de carga eléctrica a través de una superficie o en un volumen de control.: 2 : 622  Se debe al movimiento de las cargas (normalmente electrones) en el interior del mismo. Al caudal de corriente (cantidad de carga por unidad de tiempo)  se le denomina intensidad de corriente eléctrica (representada comúnmente con la letra I). En el Sistema Internacional de Unidades se expresa en culombios por segundo (C/s), unidad que se denomina amperio (A), en honor del físico francés André-Marie Ampère. Una corriente eléctrica, puesto que se trata de un movimiento de cargas, produce un campo magnético, un fenómeno que puede aprovecharse en el electroimán.
El instrumento usado para medir la intensidad de la corriente eléctrica es el galvanómetro que, calibrado en amperios, se llama amperímetro, colocado en serie con el conductor por el que circula la corriente que se desea medir.

## Historia
Históricamente, la corriente eléctrica se definió como un flujo de cargas positivas (+)  y se fijó el sentido convencional de circulación de la corriente, como un flujo de cargas desde el polo positivo al negativo.  Sin embargo, posteriormente se observó gracias al efecto Hall, que en los metales los portadores de carga son negativos, electrones, los cuales fluyen en sentido contrario al convencional.
En conclusión, el sentido convencional y el real son ciertos en tanto que los electrones como protones fluyen desde el polo negativo hasta llegar al positivo (sentido real), cosa que no contradice que dicho movimiento se inicia al lado del polo positivo donde el primer electrón se ve atraído por dicho polo creando un hueco para ser cubierto por otro electrón del siguiente átomo y así sucesivamente hasta llegar al polo negativo (sentido convencional). Es decir la corriente eléctrica es el paso de electrones desde el polo negativo al positivo comenzando dicha progresión en el polo positivo.
En el siglo XVIII cuando se hicieron los primeros experimentos con electricidad, solo se disponía de carga eléctrica generada por frotamiento (electricidad estática) o por inducción. Se logró (por primera vez, en 1800) tener un movimiento constante de carga cuando el físico italiano Alessandro Volta inventó la primera pila eléctrica y fue interpretado como una corriente continua a través de los hilos y la pila por André-Marie Ampère.

## Convenciones

Los electrones, los portadores de carga en un circuito eléctrico, fluyen en la dirección opuesta a la corriente eléctrica convencional.

El símbolo de una batería en un diagrama de circuito.

En un material conductor, las partículas cargadas en movimiento que constituyen la corriente eléctrica se denominan  portadores de carga.  En los metales, que constituyen los cables y otros conductores de la mayoría de los circuitos eléctricos, los núcleos atómicos de los átomos cargados positivamente se mantienen en una posición fija, y los electrones cargados negativamente son los portadores de carga, libres de moverse en el metal. En otros materiales, especialmente los semiconductores, los portadores de carga pueden ser positivos o negativos, dependiendo del dopante utilizado. Los portadores de carga positivos y negativos pueden incluso estar presentes al mismo tiempo, como ocurre en un electrolito en una célula electroquímica.
Un flujo de cargas positivas da la misma corriente eléctrica, y tiene el mismo efecto en un circuito, que un flujo igual de cargas negativas en sentido contrario. Como la corriente puede ser el flujo de cargas positivas o negativas, o de ambas, se necesita una convención para la dirección de la corriente que sea independiente del tipo de portador de carga.  La dirección de la "corriente convencional" se define arbitrariamente como la dirección en la que fluyen las cargas positivas. Los portadores con carga negativa, como los electrones (los portadores de carga en los cables metálicos y muchos otros componentes de los circuitos electrónicos), por lo tanto, fluyen en la dirección opuesta al flujo de corriente convencional en un circuito eléctrico.

### Sentido de la corriente
Una corriente en un cable o  elemento de circuito puede fluir en cualquiera de las dos direcciones.  Al definir una variable {\displaystyle I} para representar la corriente, se debe especificar la dirección que representa la corriente positiva, normalmente mediante una flecha en el diagrama esquemático del circuito.: 13   Esto se llama la dirección de referencia de la corriente {\displaystyle I}.  Cuando se analizan circuitos eléctricos, la dirección real de la corriente a través de un elemento específico del circuito es normalmente desconocida hasta que se completa el análisis. En consecuencia, las direcciones de referencia de las corrientes se asignan a menudo de forma arbitraria. Cuando se resuelve el circuito, un valor negativo para la corriente implica que la dirección real de la corriente a través de ese elemento del circuito es opuesta a la de la dirección de referencia elegida.: 29 

## Situaciones
Entre los ejemplos naturales observables de corriente eléctrica se encuentran los rayos, la descarga eléctrica estática y el viento solar, fuente de las auroras polares.
La corriente eléctrica producida por el hombre incluye el flujo de electrones de conducción en los cables metálicos, como las líneas eléctricas aéreas que suministran energía eléctrica a través de largas distancias y los cables más pequeños dentro de los equipos eléctricos y electrónicos. Las corrientes de Foucault son corrientes eléctricas que se producen en conductores expuestos a campos magnéticos cambiantes. Del mismo modo, se producen corrientes eléctricas, especialmente en la superficie, de los conductores expuestos a ondas electromagnéticas. Cuando las corrientes eléctricas oscilantes fluyen a las tensiones adecuadas dentro de las  antenas de radio, se generan ondas de radio.
En electrónica, otras formas de corriente eléctrica incluyen el flujo de electrones a través de  resistencias o a través del vacío en un  tubo de vacío, el flujo de iones dentro de una batería o una neurona, y el flujo de  agujeros dentro de metales y semiconductores.

## Conducción eléctrica
Un material conductor posee gran cantidad de electrones libres, por lo que es posible el paso de la electricidad a través del mismo. Los electrones libres, aunque existen en el material, no se puede decir que pertenezcan a algún átomo determinado. 
Una corriente de electricidad existe en un lugar cuando una carga neta se transporta desde ese lugar a otro en dicha región. Supongamos que la carga se mueve a través de un alambre. Si la carga q se transporta a través de una sección transversal dada del alambre, en un tiempo t, entonces la intensidad de corriente I, a través del alambre es:
{\displaystyle I={\frac {Q}{t}}\,\!}
Aquí Q está dada en culombios, t en segundos, e I en amperios. Por lo cual, la equivalencia es:
{\displaystyle 1\ \mathrm {A} =1\ {\frac {\mathrm {C} }{\mathrm {s} }}\,\!}
Una característica de los electrones libres es que, incluso sin aplicarles un campo eléctrico desde afuera, se mueven a través del objeto de forma aleatoria debido a la energía calórica. En el caso de que no hayan aplicado ningún campo eléctrico, cumplen con la regla de que la media de estos movimientos aleatorios dentro del objeto es igual a cero. Esto es: dado un plano irreal trazado a través del objeto, si sumamos las cargas (electrones) que atraviesan dicho plano en un sentido, y sustraemos las cargas que lo recorren en sentido inverso, estas cantidades se anulan.
Cuando se aplica una fuente de tensión externa (como, por ejemplo, una batería) a los extremos de un material conductor, se está aplicando un campo eléctrico sobre los electrones libres. Este campo provoca el movimiento de los mismos en dirección al terminal positivo del material (los electrones son atraídos [tomados] por el terminal positivo y rechazados [inyectados] por el negativo). Es decir, los electrones libres son los portadores de la corriente eléctrica en los materiales conductores. 
Si la intensidad es constante en el tiempo, se dice que la corriente es continua; en caso contrario, se llama variable. Si no se produce almacenamiento ni disminución de carga en ningún punto del conductor, la corriente es estacionaria.
Para obtener una corriente de 1 amperio, es necesario que 1 culombio de carga eléctrica por segundo esté atravesando un plano imaginario trazado en el material conductor.
El valor I de la intensidad instantánea será:

{\displaystyle I={\frac {dQ}{dt}}}

Si la intensidad permanece constante, en cuyo caso se denota Im, utilizando incrementos finitos de tiempo se puede definir como:

{\displaystyle I_{m}={\frac {\Delta Q}{\Delta t}}}

Si la intensidad es variable la fórmula anterior da el valor medio de la intensidad en el intervalo de tiempo considerado.
Según la ley de Ohm, la intensidad de la corriente es igual a la tensión de la fuente dividido por la resistencia que oponen los cuerpos:

{\displaystyle I={\frac {V}{R}}}

Haciendo referencia a la potencia, la intensidad equivale a la raíz cuadrada de la potencia dividida por la resistencia. En un circuito que contenga varios generadores y receptores, la intensidad es igual a:

{\displaystyle I={\frac {\Sigma \ {\mathcal {E}}-\Sigma \ {\mathcal {E}}'}{\Sigma \ R+\Sigma \ r+\Sigma \ r'}}}

donde {\displaystyle \Sigma \epsilon } es el sumatorio de las fuerzas electromotrices del circuito, {\displaystyle \Sigma \epsilon '} es la suma de todas las fuerzas contraelectromotrices, {\displaystyle \Sigma R} es la resistencia equivalente del circuito, {\displaystyle \Sigma r} es la suma de las resistencias internas de los generadores y {\displaystyle \Sigma r'} es el sumatorio de las resistencias internas de los receptores.
Intensidad de corriente en un elemento de volumen:
{\displaystyle dI=n\cdot Q\cdot dS\cdot v,} , donde encontramos n como el número de cargas portadoras por unidad de volumen dV; q refiriéndose a la carga del portador; v la velocidad del portador y finalmente dS como el área de la sección del elemento de volumen de conductor.[cita requerida]

## Definición por medio del magnetismo
La corriente eléctrica es el flujo de portadores de carga eléctrica, normalmente a través de un cable metálico o cualquier otro conductor eléctrico, debido a la diferencia de potencial creada por un generador de corriente. La ecuación que la describe en electromagnetismo es:
{\displaystyle I=\int _{S}{\vec {J}}\cdot d{\vec {S}}=\int _{S}{\vec {J}}\cdot {\vec {n}}dS}
Donde {\displaystyle {\vec {J}}} es la densidad de corriente de conducción, {\displaystyle d{\vec {S}}} es el vector perpendicular al diferencial de superficie, {\displaystyle {\vec {n}}} es el vector unitario normal a la superficie, y {\displaystyle dS} es el diferencial de superficie.
La carga eléctrica puede desplazarse cuando esté en un objeto y este es movido, como el electróforo. Un objeto se carga o se descarga eléctricamente cuando hay movimiento de carga en su interior.

## Corriente continua

Rectificador de corriente alterna en continua, con puente de Gratz. Se emplea cuando la tensión de salida tiene un valor distinto de la tensión de entrada.

Se denomina corriente continua o corriente directa (CC en español, en inglés DC, de direct current) al flujo de cargas eléctricas que no cambia de sentido con el tiempo. La corriente eléctrica a través de un material se establece entre dos puntos de distinto potencial. Cuando hay corriente continua, los terminales de mayor y menor potencial no se intercambian entre sí. Es errónea la identificación de la corriente continua con la corriente constante (ninguna lo es, ni siquiera la suministrada por una batería). Es continua toda corriente cuyo sentido de circulación es siempre el mismo, independientemente de su valor absoluto.
Su descubrimiento se remonta a la invención de la primera pila voltaica por parte del conde y científico italiano Alessandro Volta. No fue hasta los trabajos de Edison sobre la generación de electricidad, en las postrimerías del siglo XIX, cuando la corriente continua comenzó a emplearse para la transmisión de la energía eléctrica. Ya en el siglo XX este uso decayó en favor de la corriente alterna, que presenta menores pérdidas en la transmisión a largas distancias, si bien se conserva en la conexión de redes eléctricas de diferentes frecuencias y en la transmisión a través de cables submarinos.
Desde 2008 se está extendiendo el uso de generadores de corriente continua a partir de células fotoeléctricas que permiten aprovechar la energía solar.
Cuando es necesario disponer de corriente continua para el funcionamiento de aparatos electrónicos, se puede transformar la corriente alterna de la red de suministro eléctrico mediante un proceso, denominado rectificación, que se realiza con unos dispositivos llamados rectificadores, basados en el empleo de diodos semiconductores o tiristores (antiguamente, también de tubos de vacío).

## Corriente alterna

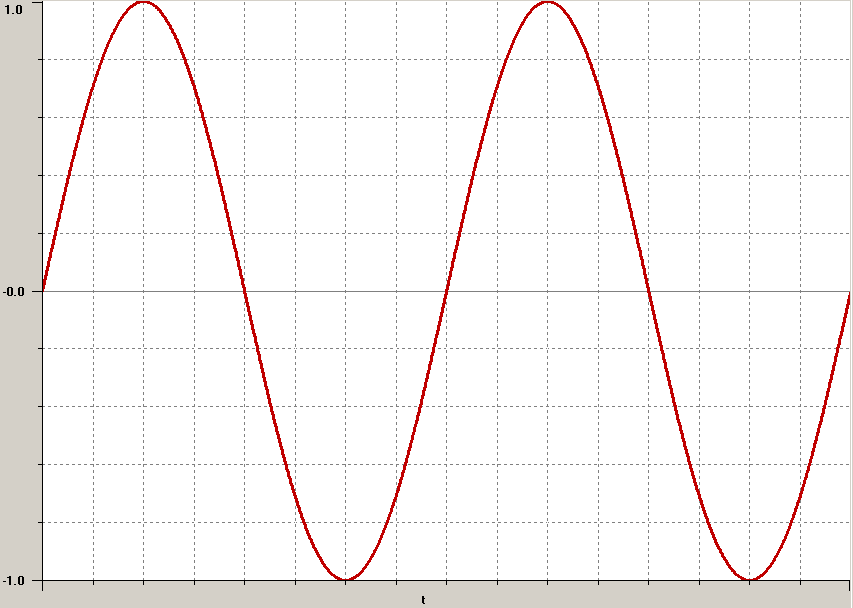
Onda senoidal.

Tensión de las fases de un sistema trifásico. Entre cada una de las fases hay un desfase de 120º.

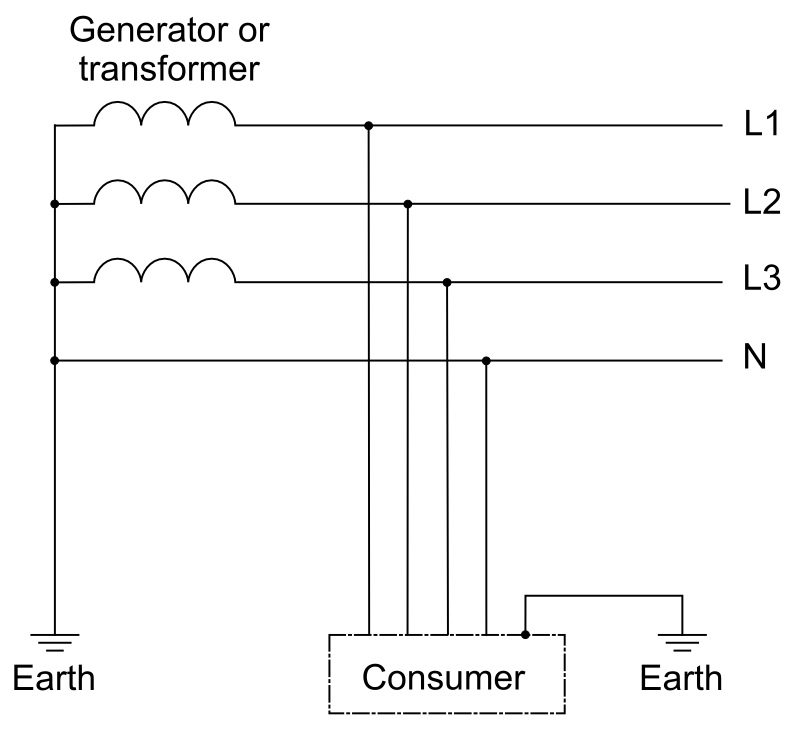
Esquema de conexión.

Conexión en triángulo y en estrella.

Se denomina corriente alterna (simbolizada CA en español y AC en inglés, de alternating current) a la corriente eléctrica en la que la magnitud y dirección varían cíclicamente. La forma de onda de la corriente alterna más comúnmente utilizada es la de una onda senoidal. En el uso coloquial, «corriente alterna» se refiere a la forma en la cual la electricidad llega a los hogares y a las empresas. 
El sistema usado hoy en día fue ideado fundamentalmente por Nikola Tesla, y la distribución de la corriente alterna fue comercializada por George Westinghouse. Otros que contribuyeron al desarrollo y mejora de este sistema fueron Lucien Gaulard, John Gibbs y Oliver B. Shallenberger entre los años 1881 y 1889. La corriente alterna superó las limitaciones que aparecían al emplear la corriente continua (CC), la cual constituye un sistema ineficiente para la distribución de energía a gran escala debido a problemas en la transmisión de potencia. 
La razón del amplio uso de la corriente alterna, que minimiza los problemas de trasmisión de potencia, viene determinada por su facilidad de transformación, cualidad de la que carece la corriente continua. La energía eléctrica trasmitida viene dada por el producto de la tensión, la intensidad y el tiempo. Dado que la sección de los conductores de las líneas de transporte de energía eléctrica depende de la intensidad, se puede, mediante un transformador, modificar la tensión hasta altos valores (alta tensión), disminuyendo en igual proporción la intensidad de corriente. Esto permite que los conductores sean de menor sección y, por tanto, de menor costo; además, minimiza las pérdidas por efecto Joule, que dependen del cuadrado de la intensidad. Una vez en el punto de consumo o en sus cercanías, la tensión puede ser de nuevo reducida para permitir su uso industrial o doméstico de forma cómoda y segura.
Las frecuencias empleadas en las redes de distribución son 50 y 60 Hz. El valor depende del país.

## Corriente trifásica
Se denomina corriente trifásica al conjunto de tres corrientes alternas de igual frecuencia, amplitud y valor eficaz que presentan una diferencia de fase entre ellas de 120°, y están dadas en un orden determinado. Cada una de las corrientes que forman el sistema se designa con el nombre de fase.
La generación trifásica de energía eléctrica es más común que la monofásica y proporciona un uso más eficiente de los conductores. La utilización de electricidad en forma trifásica es mayoritaria para transportar y distribuir energía eléctrica y para su utilización industrial, incluyendo el accionamiento de motores. Las corrientes trifásicas se generan mediante alternadores dotados de tres bobinas o grupos de bobinas, arrolladas en un sistema dispuesto a 120 grados eléctricos entre cada fase. 
Los conductores de los tres electroimanes pueden conectarse en estrella o en triángulo. En la disposición en estrella cada bobina se conecta a una fase en un extremo y a un conductor común en el otro, denominado neutro. Si el sistema está equilibrado, la suma de las corrientes de línea es nula, con lo que el transporte puede ser efectuado usando solamente tres cables. En la disposición en triángulo o delta cada bobina se conecta entre dos hilos de fase, de forma que un extremo de cada bobina está conectado con otro extremo de otra bobina.
El sistema trifásico presenta una serie de ventajas tales como la economía de sus líneas de transporte de energía (hilos más finos que en una línea monofásica equivalente) y de los transformadores utilizados, así como su elevado rendimiento de los receptores, especialmente motores, a los que la línea trifásica alimenta con potencia constante y no pulsada, como en el caso de la línea monofásica.
Tesla fue el inventor que descubrió el principio del campo magnético rotatorio en 1882, el cual es la base de la maquinaria de corriente alterna. Él inventó el sistema de motores y generadores de corriente alterna polifásica que da energía al planeta.

## Corriente monofásica
Se denomina corriente monofásica a la que se obtiene de tomar una fase de la corriente trifásica y un cable neutro. En España y demás países que utilizan valores similares para la generación y trasmisión de energía eléctrica, este tipo de corriente facilita una tensión de 230 voltios, lo que la hace apropiada para que puedan funcionar adecuadamente la mayoría de electrodomésticos y luminarias que hay en las viviendas.
Desde el centro de transformación más cercano hasta las viviendas se disponen cuatro hilos: un neutro (N) y tres fases (R, S y T). Si la tensión entre dos fases cualesquiera (tensión de línea) es de 400 voltios, entre una fase y el neutro es de 230 voltios. En cada vivienda entra el neutro y una de las fases, conectándose varias viviendas a cada una de las fases y al neutro; esto se llama corriente monofásica. Si en una vivienda hay instalados aparatos de potencia eléctrica alta (aire acondicionado, motores, etc., o si es un taller o una empresa industrial) habitualmente se les suministra directamente corriente trifásica que ofrece una tensión de 400 voltios.

## Corriente eléctrica estacionaria
Se denomina corriente eléctrica estacionaria, a la corriente eléctrica que se produce en un conductor de forma que la densidad de carga ρ de cada punto del conductor es constante, es decir que se cumple que:
{\displaystyle {d{\rho } \over dt}=0}

## Medición de la corriente
La corriente puede medirse con un amperímetro.
La corriente eléctrica puede medirse directamente con un galvanómetro, pero este método implica romper el circuito eléctrico, lo que a veces resulta inconveniente. 
La corriente también puede medirse sin romper el circuito detectando el campo magnético asociado a la corriente. 
Los dispositivos, a nivel de circuito, utilizan varias técnicas para medir la corriente:
- Resistencia de derivacións[14]
- Efecto Hall transductores de sensor de corriente
- Transformadores (sin embargo no se puede medir la corriente continua)
- Magnetoresistiva sensores de campo[15]
- Bobina de Rogowski
- Pinza amperimétrica

## Velocidad de deriva
Las partículas cargadas móviles dentro de un conductor se mueven constantemente en direcciones aleatorias, como las partículas de un gas (más exactamente, un gas de Fermi.) Para crear un flujo neto de carga, las partículas también deben moverse juntas con una velocidad media de deriva. Los electrones son los portadores de carga en la mayoría de los metales y siguen una trayectoria errática, rebotando de átomo en átomo, pero generalmente derivando en la dirección opuesta al campo eléctrico. La velocidad a la que derivan puede calcularse a partir de la ecuación:
{\displaystyle I=nAvQ\,,}
donde
{\displaystyle I} es la intensidad de la corriente eléctrica
{\displaystyle n} es el número de partículas cargadas por unidad de volumen (o densidad del portador de carga).
{\displaystyle A} es el área de la sección transversal del conductor.
{\displaystyle v} es la velocidad de deriva , y
{\displaystyle Q} es la carga de cada partícula.
Normalmente, las cargas eléctricas en los sólidos fluyen lentamente.  Por ejemplo, en un cable de cobre de sección transversal 0,5 mm², que transporta una corriente de 5 A, la velocidad de deriva de los electrones es del orden de un milímetro por segundo. Para tomar un ejemplo diferente, en el casi-vacío dentro de un tubo de rayos catódicos, los electrones viajan en líneas casi rectas a una décima parte de la velocidad de la luz.
Cualquier carga eléctrica acelerada, y por tanto cualquier corriente eléctrica cambiante, da lugar a una onda electromagnética que se propaga a muy alta velocidad fuera de la superficie del conductor.  Esta velocidad suele ser una fracción significativa de la velocidad de la luz, como puede deducirse de las ecuaciones de Maxwell, y es por tanto muchas veces más rápida que la velocidad de deriva de los electrones. Por ejemplo, en la líneas de corriente alterna, las ondas de energía electromagnética se propagan a través del espacio entre los cables, moviéndose desde una fuente hasta una  carga distante, aunque los electrones en los cables solo se mueven de un lado a otro en una distancia minúscula.
La relación entre la velocidad de la onda electromagnética y la velocidad de la luz en el espacio libre se denomina factor de velocidad, y depende de las propiedades electromagnéticas del conductor y de los materiales aislantes que lo rodean, así como de su forma y tamaño.
Las magnitudes (no las naturalezas) de estas tres velocidades pueden ilustrarse mediante una analogía con las tres velocidades similares asociadas a los gases (véase también analogía hidráulica).
- La baja velocidad de deriva de los portadores de carga es análoga al movimiento del aire; en otras palabras, los vientos.
- La alta velocidad de las ondas electromagnéticas es aproximadamente análoga a la velocidad del sonido en un gas (las ondas sonoras se mueven a través del aire mucho más rápido que los movimientos a gran escala como la convección).
- El movimiento aleatorio de las cargas es análogo al calor – la velocidad térmica de las partículas de gas que vibran al azar.